# Austrolimnophila subpolaris
Austrolimnophila subpolaris är en tvåvingeart som beskrevs av Evgenyi Nikolayevich Savchenko 1969. Austrolimnophila subpolaris ingår i släktet Austrolimnophila och familjen småharkrankar. Inga underarter finns listade i Catalogue of Life.